# Benjamin Schmid (Geiger)
Benjamin Schmid (* 13. September 1968 in Wien) ist ein österreichischer Violinist.

## Leben und Wirken
Seine Ausbildung erhielt er in Wien, Salzburg und Philadelphia.  Er gewann 1991 den 2. Internationalen Violinwettbewerb Leopold Mozart in Augsburg (Mozartpreis – 1. Preis). 1992 gewann er beim Carl-Flesch-Wettbewerb gleichzeitig den Mozart-, den Beethoven- und den Publikumspreis.
Sein Repertoire umfasst Werke für Geige und Orchester, Kammermusik und Jazz (Hommage à Grappelli). Ein Schwerpunkt liegt auf in Wien entstandenen Werken von Wolfgang Amadeus Mozart, Ludwig van Beethoven, Franz Schubert, Alban Berg, Karl Goldmark, Erich Wolfgang Korngold, Fritz Kreisler und Kurt Muthspiel. Als Jazzmusiker präsentiert er sich unter dem Namen Beni Schmid.
Benjamin Schmid trat wiederholt als Solist bei Konzerten der Hamburger Symphoniker auf.
Seit 1986 tritt er regelmäßig bei den Salzburger Festspielen auf. Wiederholt stellte er seit 2000 in einem dreiabendlichen Zyklus die Solowerke für Violine Johann Sebastian Bachs und Eugène Ysaÿes gegenüber.
Benjamin Schmid spielt auf der Stradivari „ex Viotti“ (1718), die ihm von der Österreichischen Nationalbank zur Verfügung gestellt wird.
Schmid lebt mit seiner Frau, der Pianistin Ariane Haering, in Salzburg. Dort hat er eine Professur am Mozarteum inne.

## Auszeichnung
Schmids Album Hot Club Jazz (Gramola) wurde 2015 in die Bestenliste des Preises der Deutschen Schallplattenkritik aufgenommen. In seiner Band spielen Diknu Schneeberger, Joschi Schneeberger und Martin Spitzer.

## Diskographische Hinweise
- Friedrich Gulda: Konzert für Violoncello und Blasorchester in der Fassung für Violine, Uni Mozarteum Records 9, 2016
- Max Reger: Violinkonzert, Chaconne für Violine solo, 2012
- From Fritz to Django, 2007
- BeniSchmidObsession: Hommage à Grappelli, 2006
- Erich Wolfgang Korngold: Violinkonzert op. 35, Suite für Klaviertrio op. 23, 2005 (live Salzburger Festspiele 2004)
- Karl Goldmark: Violinkonzert, Johannes Brahms: Doppelkonzert, 2004
- Eugène Ysaÿe: Sonaten op. 27 Nr. 1–6 (1924), 2003
- Johann Sebastian Bach: Sechs Sonaten für Violine und Cembalo, 2003
- Johann Sebastian Bach: Sämtliche Violinwerke, 2003
- Johann Sebastian Bach: Sonaten und Partiten für Violine solo, 2003
- Johann Sebastian Bach: Violinkonzerte, 2003
- Johannes Brahms: Violinkonzert, 2003
- Pièces de Concert, 2003
- Antonio Vivaldi: Die Vier Jahreszeiten, Kreisler: Concerto in one Movement (nach Paganini), 2003
- Johann Sebastian Bach: Sechs Sonaten für Violine solo mit Klavierbegleitung von Robert Schumann, 1995